# 森本・富樫断層帯
森本・富樫断層帯（もりもと・とがしだんそうたい）は、金沢平野の東縁に分布する、東側隆起の逆断層帯である。中期更新世以降の上下の平均変位速度は1m/千年くらいで、A級下位の活断層と推定されている。

## 断層の位置・形状
本断層帯は、石川県河北郡津幡町から金沢市市街地を経て白山市に至る逆断層帯である。全長は約26kmで、手取川より北の金沢平野東縁に沿って北北東－南南西方向に延びる。この断層帯（金沢活断層系）は北から、森本断層、野町断層、富樫断層と、これらに付随する撓曲によって構成されており、主断層は東傾斜（東側隆起・西側沈降）と推定されている。断層面の上端は地表に達しており、断層面の傾斜は40〜60°と推定されることから、地震発生層の下限を15〜20km程度と仮定すると、断層面の幅は17〜31kmと推定できる。
本断層帯は東傾斜の逆断層であるが、断層山地（医王山山塊）を挟んで、西傾斜逆断層の砺波平野断層帯西部（法林寺断層・石動断層）が分布する。また、本断層帯の北には東傾斜逆断層の邑知潟断層帯が分布する。

## 断層の活動
段丘面や地層の上下変位及び地形表現から、本断層帯の上下方向の変位変位速度は1m/千年くらいと推定されている。また、上下方向の平均変位速度の最大は断層帯中央部の金沢市市街地付近に認められるとしている。
石川県 (1997，1998) が行った金沢市梅田地区のトレンチ調査において、主断層の上盤側に形成された西傾斜の副断層（バックスラスト）が約2,000年前の地層に変位を与え、1,600年前以降の地層に変位を与えていない。この副断層が主断層の活動に伴って形成したと推考すると、主断層の最新活動時期は約1,600 - 2,000年前と推定できる。また、白山市にある部入道遺跡において、1,800 - 1,900年前の地層に液状化現象による噴砂痕が貫入し、700 - 900年前の地層に覆われている。遺跡と本断層帯の位置が近いことから、この液状化現象を発生させた強震動は本断層帯の活動による可能性がある。
本断層帯の上下の単位変位量は2mくらいである可能性がある。このことと断層の傾斜角から、本断層帯の平均活動間隔は1,700 - 2,200年くらいと推定されている。この平均活動間隔と最新活動時期の推定から、地震後経過率は0.7 - 1.2くらいと推定されている。
本断層帯は全体が一つの区間として活動する可能性があり、その場合の地震の規模はMjma 7.2程度となる可能性がある。この活動の際、石川県と富山県で最大震度6強程度の揺れが発生する可能性がある。

### 1799年金沢地震との関係
寛政11年5月26日(1799年6月29日)に金沢付近で地震が発生し、森本断層付近から野町撓曲付近、及びそれらの北西側の海岸付近で被害が大きかったことが知られている（寒川，1986）。宇佐美（2003）は、震度５の地域は半径 12km の範囲であったとして、この地震の規模を M6.0±1⁄4 と求めている。また石川県（1997）は、古文書の記述から、野町断層北部の現在の金沢市小坂町付近で、地震に伴って撓曲変位が生じた可能性を指摘している。これらのことから、寒川（1986，1992，2007）は、1799年金沢地震の地震断層が森本断層であることを指摘しているが、同時期に本断層帯が活動したことを示す地質学的証拠は見つかっていない。また推定M6.0±1⁄4と、全体が活動した場合の推定M7.2と比べると小さいことから、1799年金沢地震が本断層帯によるものだったとしても、非固有地震と推定されている。なお、金沢地震では津波が発生していたとされることから、震源域が海中にまで伸びていた可能性が指摘されているほか、起震断層を森本断層と想定したシミュレーション結果からは、森本断層が1799年金沢地震の震源で有った可能性は低いと報告されている。

## 被害想定
金沢市 (2013)は本断層帯が活動した場合の被害想定を発表した。これによると、冬の朝5時に発生した場合が最も被害が甚大で、金沢市内において死者2,566人、負傷者11,489人となった。避難者数は冬の18時に発生した場合が最も多く、短期避難者193,659人、長期避難者71,559人となっている。

## 引用・脚注
1. ↑  中村洋介、宮谷淳史、岡田篤正、森本-富樫断層における平均上下変位速度分布 活断層研究 2006年 2006巻 26号 p.151-162, doi:10.11462/afr1985.2006.26_151
2. 1 2 3 4 5 6 7 8 9 10 11  “森本・富樫断層帯の長期評価（一部改訂）について”.  地震調査委員会 (2013年). 2018年6月9日閲覧。
3. 1 2  河野芳輝、石渡明、大村明雄 ほか「金沢市の森本活断層の発掘調査」『地質学雑誌』第103巻第10号、1997年、31-32頁、doi:10.5575/geosoc.103.XXXI、2018年11月25日閲覧。
4. ↑  平松良浩、小阪大「石川県部入道遺跡の噴砂痕の形成年代：森本・富樫断層帯の活動との関係」『地震 第2輯』第65巻第3号、2013年、251-254頁、doi:10.4294/zisin.65.251、2018年11月25日閲覧。
5. ↑  寒川旭、「寛政11年 (1799年) 金沢地震による被害と活断層」 『地震 第2輯』 1986年 39巻 4号 p.653-663, doi:10.4294/zisin1948.39.4_653, 日本地震学会
6. ↑  和田文治郎 金沢叢語 出版:加越能史談会 (1925)
7. 1 2  宮島昌克、佐々木伸安、北浦勝、「1799年金沢地震における地盤震動分布と起震断層の推定」 金沢大学日本海域研究所 『日本海域研究所報告』 2002年 33巻 p.57-65 ,hdl:2297/19876 ,NCID AN00186289
8. ↑  “金沢市震災アセスメント（危険度想定）調査” (PDF).   金沢市 (2013 せ). 2018年6月9日閲覧。